# Gare de Besançon-Portes de Vesoul
Gare de Besançon-Portes de Vesoul vasútállomás Franciaországban, Besançon településen.

## Vasútvonalak
Az állomást az alábbi vasútvonalak érintik:
- Besançon-Viotte–Vesoul-vasútvonal

## Kapcsolódó állomások
A vasútállomáshoz az alábbi állomások vannak a legközelebb: